# Gefährliche Mission (1950)
Gefährliche Mission (Originaltitel: Wyoming Mail) ist ein US-amerikanischer Western aus dem Jahr 1950 von Reginald Le Borg mit Stephen McNally und Alexis Smith in den Hauptrollen. Der Film wurde von Universal-International Pictures produziert.

## Handlung
Nachdem der stellvertretende Postminister George Armstrong das Projekt Postamt auf Rädern in Gang setzt, um Post per Zug zu befördern, werden die Postsendungen immer wieder gestohlen. Der US-Kongress gibt Armstrong und seinem Untergebenen Charles De Haven drei Monate, um zu beweisen, dass die Postsendungen ausreichend geschützt werden können.
Armstrong erteilt dem ehemaligen Secret-Service-Mann Steve Davis den Auftrag, die Diebstähle zu untersuchen. Davis reist unter dem Namen Steve Porter nach Wyoming. Dort will er mit Edmund, einem weiteren verdeckten Ermittler, der als Telegrafist arbeitet, sprechen. Er findet Edmund ermordet vor. In der Nähe findet er einen markanten Hufabdruck. Ein Hufschmied erklärt, dass das Hufeisen in einem Gefängnis hergestellt wurde. Nachdem Davis die Sängerin Mary Williams kennengelernt hat, besucht er einen ihrer Auftritte. Er findet heraus, dass der Gefängniswärter Haynes ein Pferd reitet, das mit den markanten Hufeisen beschlagen ist.
Davis gibt vor, ein gesuchter Bankräuber zu sein und lässt sich von seinem Kontaktmann Indian Joe, der einen Kopfgeldjäger mimt, zum Gefängnis bringen. Hier begegnet er dem Räuber Sam Wallace, dessen Beute von Haynes gestohlen wurde. Der ehemalige Telegrafist Wallace bringt Davis den Morsecode bei. Mit Joes Hilfe können Davis und Wallace ausbrechen. Wallace wird bei der Flucht angeschossen. Bevor er stirbt, fordert er Davis auf, in Crystal City nach einem Cavanaugh zu suchen und Wallaces Anteil an der Beute an sich zu nehmen.
Zu seiner Überraschung begegnet David in Crystal City Mary. Davis nimmt Kontakt zu Cavanaugh auf und kann ihn anhand der Spuren der Gefängnisketten an seinen Hand- und Fußgelenken überzeugen, dass er ein Ex-Sträfling ist. Davis bekommt heraus, dass auch Mary zu Cavanaughs Bande gehört. Cavanaugh verschafft ihm eine Stelle als Telegrafist. Er soll ein Telegramm versenden, das dazu führt, dass der nächste Postzug an einer bestimmten Stelle abbremst. Davis übermittelt die Information an Joe, der ein Telegramm an den zuständigen Marshal schicken will. Der Telegrafist Ben gehört allerdings auch zur Bande und schießt Joe nieder. Er fordert Mary auf, Cavanaugh vor Davis zu warnen. Mary ist mittlerweile in Davis verliebt und warnt stattdessen ihn.
Der schwer verletzte Joe kann sich aus dem Lagerraum, in den ihn Ben gesperrt hat, befreien. Cavanaugh hat in der Zwischenzeit doch herausbekommen, wer Davis wirklich ist und schießt auf ihn. Davis kann sich mit einem Sprung in den Fluss retten. Joe erreicht den Postzug und alarmiert die im Zug befindlichen Postbeamten, unter ihnen auch De Haven, der auch zur Bande gehört. De Haven veranlasst, dass der Zug gestoppt wird. Nun haben die Räuber die Möglichkeit, den Zug anzugreifen. De Haven entkommt während des Kampfes aus dem Zug. Die Räuber werden besiegt, De Haven tötet Cavanaugh, um seine Verbindung zur Bande zu vertuschen. Davis besteigt ein Pferd eines der Räuber und verfolgt De Haven zum Versteck der Bande, in dem sich auch Mary aufhält. Es kommt zu einer Schießerei, bei der Mary verletzt wird. Am Ende stürzt De Haven in eine Schlucht und stirbt. 
Mary wird begnadigt und heiratet Davis. Das Paar zieht nach San Francisco, wo Davis weiterhin für die Post arbeitet.

## Produktion

### Hintergrund
Gedreht wurde der Film vom 4. Mai bis zum 5. Juni 1950 in den Universal-Studios in Universal City.
Für die Rolle des Haynes war ursprünglich Charles Kemper vorgesehen. Kemper starb am 12. Mai 1950 bei einem Autounfall und wurde durch Ed Begley ersetzt.

### Stab
Hilyard M. Brown und Bernard Herzbrun waren die Art Directors, John P. Austin und Russell A. Gausman die Szenenbildner, Bill Thomas der Kostümbildner. Leslie I. Carey, Frank Moran und Carson Jowett waren für den Ton verantwortlich, Bud Westmore für das Make-up. Musikalischer Direktor war Joseph Gershenson.

### Besetzung
In kleinen nicht im Abspann erwähnten Nebenrollen traten Rudy Bowman, Chick Chandler,  Franklyn Farnum, Harold Goodwin, Johnny Indrisano, Gerald Mohr, Woodrow Parfrey und Harry Wilson auf.

## Veröffentlichung
Die Premiere des Films fand am 10. Oktober 1950 in Los Angeles statt. In der Bundesrepublik Deutschland kam er am 21. März 1952 in die Kinos.

## Kritiken
Der Filmkritiken-Aggregator Rotten Tomatoes hat in einer Auswertung von 7 Kritiken eine Zustimmungsrate von 86 Prozent errechnet.
Das Lexikon des internationalen Films schrieb: „Durchschnittlicher Western in schönen Farben“.
Der Kritiker der The New York Times bezeichnete den Film als kräftiges Melodram, das über dem Durchschnitt der üblichen Wüstenstrauch-Saga liege.
Die Variety lobte die kompetente Besetzung und Aufnahmen, die den Film in Bewegung halten.